# Кісельниця (Підляське воєводство)
Кісельниця (пол. Kisielnica) — село в Польщі, у гміні Пйонтниця Ломжинського повіту Підляського воєводства.
Населення — 357 осіб (2011).
У 1975-1998 роках село належало до Ломжинського воєводства.

## Демографія
Демографічна структура станом на 31 березня 2011 року:
|          | Загалом | Допрацездатний вік | Працездатний вік | Постпрацездатний вік |
| -------- | ------- | ------------------ | ---------------- | -------------------- |
| Чоловіки | 184     | 40                 | 126              | 18                   |
| Жінки    | 173     | 25                 | 110              | 38                   |
| Разом    | 357     | 65                 | 236              | 56                   |